# 441
441 (CDXLI) fue un año común comenzado en miércoles del calendario juliano, en vigor en aquella fecha.
En el Imperio romano, el año fue nombrado el del consulado de Seleuco sin colega, o menos comúnmente, como el 1194 Ab urbe condita, adquiriendo su denominación como 441 a principios de la Edad Media, al establecerse el anno Domini.

## Acontecimientos
- Los hunos invanden los Balcanes.
- Los suevos conquistan Sevilla.
- Desde este año hasta 443 hay un movimiento de bagaudas en el Ebro medio y en Navarra.[1]

## Fallecimientos
- Hermerico: rey de los suevos.